# Boninlira
Boninlira (Puffinus bannermani) är en utrotninghotad fågel i familjen liror inom ordningen stormfåglar som endast häckar i en ögrupp utanför Japan.

## Utseende och läten
Boninliran är en liten (27-33 cm), svartvit lira med relativt korta och breda vingar och lång rundad stjärt. Undersidan är i stort vit och ovansidan svart. På undersidan av vingen syns en smal svart kant. Den mörka hjässan når knappt ögat och tygeln är vit. Näbben är kort och tunn, fötterna blå och svarta. Lätena har inte dokumenterats.

## Utbredning
Fågeln häckar på Boninöarna och Vulkanöarna utanför Japan. Utanför häckningstid tros den endast röra sig relativt lokalt i området. En nyligen flygg unge har nyligen samlats in på ön Chichi-Jima i Boninöarna.

## Systematik
Tidigare betraktades den som en underart till kariblira (P. lherminieri) eller tropiklira (P. bailloni) och vissa gör det fortfarande.

## Levnadssätt
Boninliran är havslevande och kommer endast nära land vid häckningskolonierna. Inga detaljerade studier har gjorts av födan, men tros leva av fisk, bläckfisk och kräftdjur liksom sina närmaste släktingar. Även häckningsbiologin är i princip okänd. Sannolikt häckar den i kolonier i klippskrevor eller bohålor i marken.

## Status
Boninliran har ett mycket litet utbredningsområde och anses minska i antal på grund av predation från invasiva arter och andra hot som kollisioner med artificiella ljuskällor. Internationella naturvårdsunionen IUCN kategoriserar därför arten som starkt hotad, men noterar att studier krävs för att vidare utröna dess status. Världspopulationen har inte uppskattats.

## Namn
Fågelns vetenskapliga artnamn hedrar David Armitage Bannerman (1886-1979), skotsk ornitolog och samlare.